# Persone di nome Lena
| Questa pagina contiene informazioni ricavate automaticamente dalle voci biografiche con l'ausilio del template Bio e di un bot. L'aggiornamento è periodico e automatico e ricostruisce completamente la pagina. Se manca una persona in questa lista, sei pregato di non aggiungerla, ma accertati piuttosto che la sua voce biografica contenga il template Bio e che i dati anagrafici siano correttamente compilati. Se il template Bio manca, inseriscilo tu stesso o, in alternativa, metti l'avviso {{tmp\|Bio}} che ne segnala la mancanza. Se i dati riportati sono sbagliati, correggi direttamente la voce biografica; le modifiche saranno visibili in questa lista entro pochi giorni. Per chiarimenti vedi il progetto antroponimi. La lista contiene solo le 55 persone che sono citate nell'enciclopedia e per le quali è stato implementato correttamente il template Bio. Pagina aggiornata al 6 ago 2025. |

Questa è una lista di persone presenti nell'enciclopedia che hanno il nome Lena, suddivise per attività principale.

## Artiste(1)
- Lena Svedberg, artista svedese (Göteborg, n. 1946 - Stoccolma, † 1972)

## Attrici(13)
- Lena Ashwell, attrice e manager inglese (Tyne, n. 1872 - Londra, † 1957)
- Alexandra Dahlström, attrice, disc jockey e regista svedese (Gävle, n. 1984)
- Lena Dunham, attrice, sceneggiatrice e regista statunitense (New York, n. 1986)
- Lena Endre, attrice svedese (Härnösand, n. 1955)
- Lena T. Hansson, attrice e regista svedese (Stoccolma, n. 1955)
- Lena Headey, attrice britannica (Hamilton, n. 1973)
- Anna Lena Klenke, attrice tedesca (Monaco di Baviera, n. 1995)
- Lena Nyman, attrice svedese (Stoccolma, n. 1944 - Stoccolma, † 2011)
- Lena Olin, attrice svedese (Stoccolma, n. 1955)
- Lena Ressler, attrice e modella finlandese (Helsinki, n. 1940 - Liperi, † 2015)
- Lena Stolze, attrice tedesca (Berlino Est, n. 1956)
- Lena Urzendowsky, attrice tedesca (Berlino, n. 2000)
- Lena Waithe, attrice, sceneggiatrice e produttrice televisiva statunitense (Chicago, n. 1984)

## Attrici pornografiche(1)
- Lena Paul, attrice pornografica statunitense (DeLand, n. 1993)

## Avvocate(1)
- Lena Ek, avvocato e politica svedese (Mönsterås, n. 1958)

## Biatlete(1)
- Lena Häcki, biatleta svizzera (Engelberg, n. 1995)

## Calciatrici(7)
- Lena Goeßling, ex calciatrice tedesca (Bielefeld, n. 1986)
- Lena Lattwein, calciatrice tedesca (Neunkirchen, n. 2000)
- Lena Lotzen, ex calciatrice tedesca (Würzburg, n. 1993)
- Lena Oberdorf, calciatrice tedesca (Gevelsberg, n. 2001)
- Lena Olovsson, ex calciatrice svedese (Västervik, n. 1955)
- Lena Petermann, calciatrice tedesca (Cuxhaven, n. 1994)
- Lena Soleng Hansen, calciatrice norvegese (Stavanger, n. 1994)

## Cantanti(7)
- Lena Chamamyan, cantante siriana (Damasco, n. 1980)
- Lena Horne, cantante, attrice e danzatrice statunitense (Bedford-Stuyvesant, n. 1917 - New York, † 2010)
- Lena Katina, cantante, musicista e attrice russa (Mosca, n. 1984)
- Lena, cantante e doppiatrice tedesca (Hannover, n. 1991)
- Lena Philipsson, cantante svedese (Vetlanda, n. 1966)
- Lena Valaitis, cantante tedesca (Klaipėda, n. 1943)
- Lena Zavaroni, cantante britannica (Greenock, n. 1963 - Cardiff, † 1999)

## Cestiste(1)
- Lena Niang, cestista senegalese (Dakar, n. 1996)

## Fotografe(1)
- Lena Connell, fotografa britannica (Londra, n. 1875 - Londra, † 1949)

## Ginnaste(1)
- Lena Bickel, ginnasta svizzera (Mendrisio, n. 2004)

## Lunghiste(1)
- Lena Malkus, lunghista tedesca (Brema, n. 1993)

## Modelle(2)
- Lena Gercke, modella e conduttrice televisiva tedesca (Marburgo, n. 1988)
- Lena Yada, modella, attrice e surfista statunitense (Honolulu, n. 1978)

## Pallavoliste(3)
- Lena Große Scharmann, pallavolista tedesca (Stoccarda, n. 1998)
- Lena Möllers, pallavolista tedesca (Bocholt, n. 1990)
- Lena Stigrot, pallavolista tedesca (Bad Tölz, n. 1994)

## Pentatlete(1)
- Lena Schöneborn, pentatleta tedesca (Troisdorf, n. 1986)

## Pistard(1)
- Lena Charlotte Reißner, pistard e ciclista su strada tedesca (Gera, n. 2000)

## Pittrici(1)
- Lena Hades, pittrice russa (Kemerovo, n. 1959)

## Politiche(2)
- Lena Nazaryan, politica e giornalista armena (Erevan, n. 1983)
- Lena Schilling, politica e attivista austriaca (Vienna, n. 2001)

## Sciatrici alpine(4)
- Lena Dürr, sciatrice alpina tedesca (Monaco di Baviera, n. 1991)
- Lena Sollander, ex sciatrice alpina svedese (n. 1951)
- Lena Wechner, sciatrice alpina austriaca (n. 2000)
- Lena Wilhelmsson, ex sciatrice alpina svedese

## Scrittrici(2)
- Lena Andersson, scrittrice e giornalista svedese (Stoccolma, n. 1970)
- Lena Christ, scrittrice tedesca (Glonn, n. 1881 - Monaco di Baviera, † 1920)

## Tenniste(2)
- Sofia Arvidsson, ex tennista svedese (Halmstad, n. 1984)
- Lena Papadakis, tennista tedesca (Berlino, n. 1998)

## Tuffatrici(1)
- Lena Hentschel, tuffatrice tedesca (n. 2001)

## Senza attività specificata(1)
- Lena Baker, statunitense (Cuthbert, n. 1900 - Reidsville, † 1945)